# テレフォン・ヒルモンド

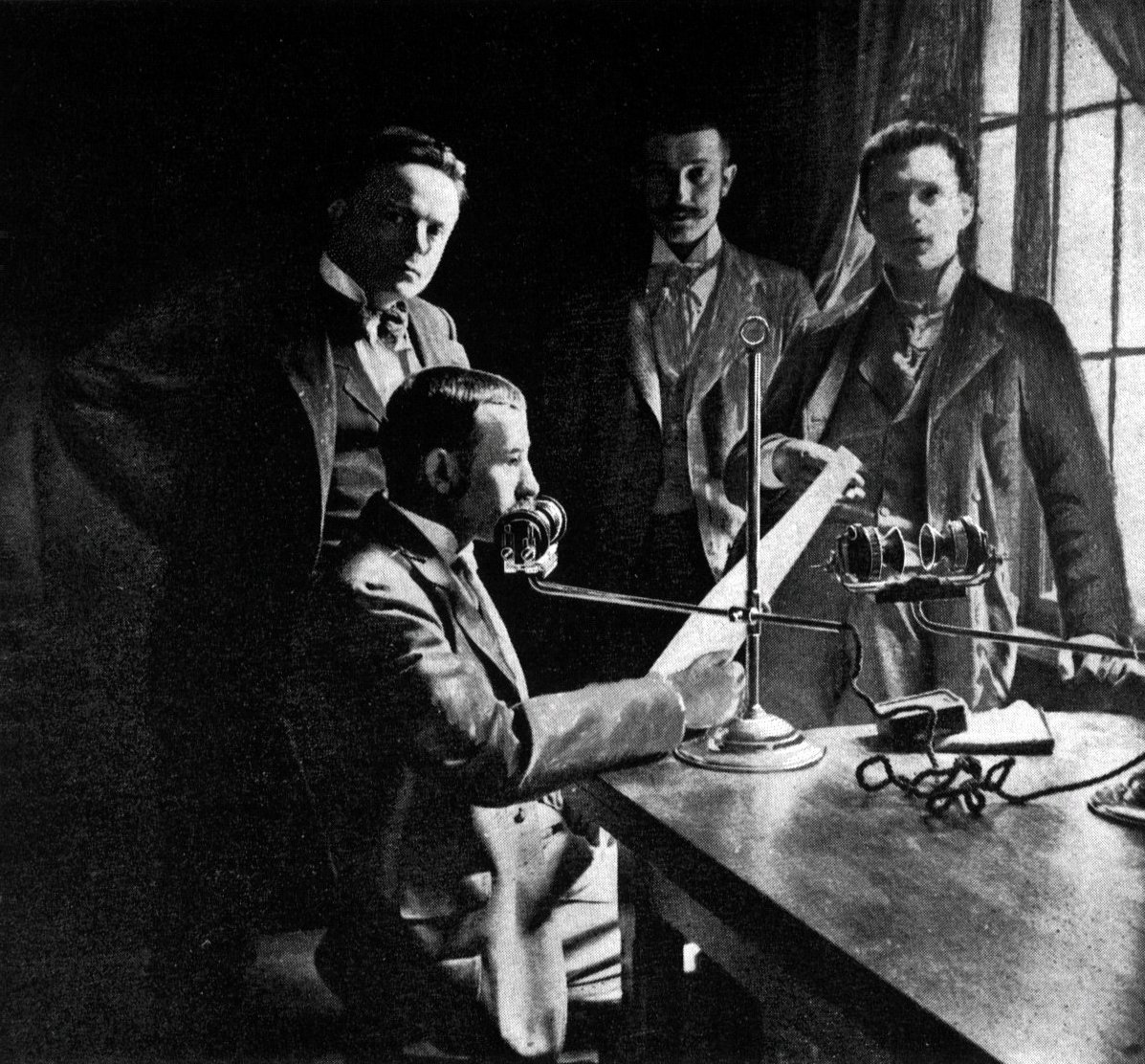
テレフォン・ヒルモンド

テレフォン・ヒルモンド（Telefon Hírmondó, Telefonhírmondó 英訳："Telephone Herald"）は、ブダペストの電話新聞。最も長期にわたって運営された電話新聞。電話を使い、その日のニュース、音楽などを各家庭に配信した。
1920年代まで新聞として運営され、1944年までラジオ局として運営された。
- 本部：ブダペスト
- 種類：日刊新聞
- 媒体： 電話新聞（Telephone newspaper）
- 設立：1893年2月15日
- オーナー：Telefonhírmondó Joint stock company
- 価格： 18フォリント (年間購読費)
- スタッフ数： 〜200 (1907年 冬)
- 発行部数：15,000 (1907年)